# Kruphaiomyces trochoidei
Kruphaiomyces trochoidei är en svampart som beskrevs av Thaxt. 1931. Kruphaiomyces trochoidei ingår i släktet Kruphaiomyces och familjen Laboulbeniaceae.   Inga underarter finns listade i Catalogue of Life.